# NGC 2245
NGC 2245 is een reflectienevel in het sterrenbeeld Eenhoorn. Het hemelobject werd op 16 januari 1784 ontdekt door de Duits-Britse astronoom William Herschel.

## Synoniemen
- LBN 904